# Coquimbo
Coquimbo je vstupní a hlavní město provincie Elqui regionu Coquimbo v Chile, situované na nejdelší dálniční síti světa Panamericaně. Leží v údolí, 10 km jižně od města La Serena, se kterým vytváří souměstí Gran La Serena s populací přesahující 400 000 obyvatel. Průměrná teplota města činí 14 °C.

## Historie
Místní přírodní přístav padnul v roce 1550 do rukou španělských dobyvatelů pod vedením Pedra de Valdivia. Význam města vzrostl okolo roku 1840, kdy se v regionu rozvinula těžba zlata a mědi, což mělo za následek přistěhovalectví z Evropy, především pak z Anglie. V roce 1867 bylo město Coquimbo oficiálně založeno. Na počátku 21. století prochází obnovou po iniciativě bývalého starosty Pedra Velasqueze.

## Současnost
Město je průmyslovým centrem, s rozvinutou vodní dopravou a rychlým růstem, jenž v období 1992–2002 činil 32,8 %. Podle sčítání obyvatelstva z roku 2002 zde žilo 154 316 obyvatel a 8 720 lidí bydlelo v okolních venkovských oblastech, což souhrnně představovalo populaci 163 036 občanů.
Na jihu se v přímořských obcích Guanaqueros a Tongoy nacházejí pláže, jejichž využití přispělo k rozvoji cestovního ruchu. Region je také místem vinařství.

## Sport
V červenci 2010 město hostilo čtvrtfinále 99. ročníku Davisova poháru mezi týmy Chile a České republiky.

## Galerie

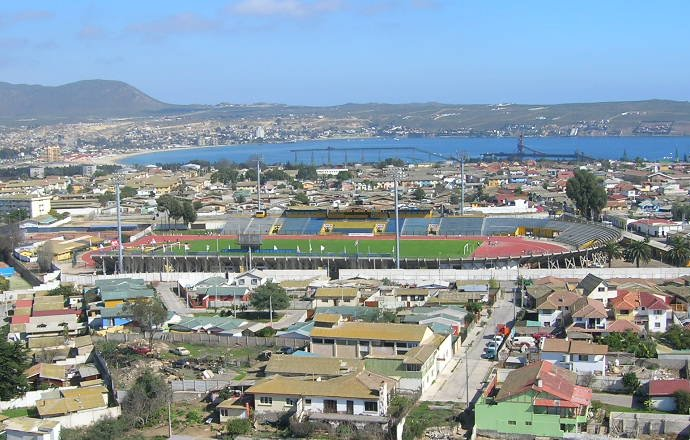
Městský stadion Francisca Sancheze Rumorosi
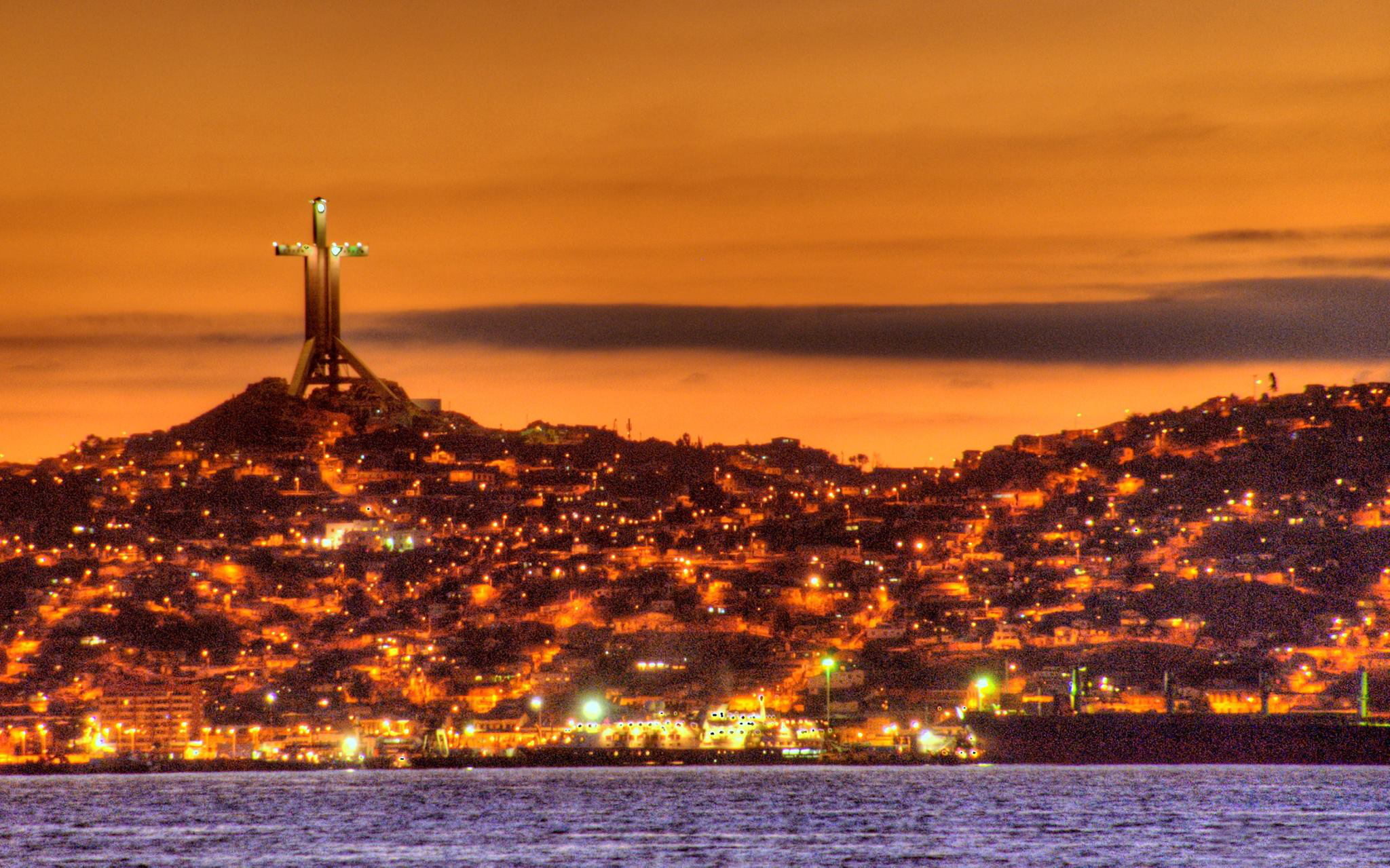
Coquimbo při soumarku
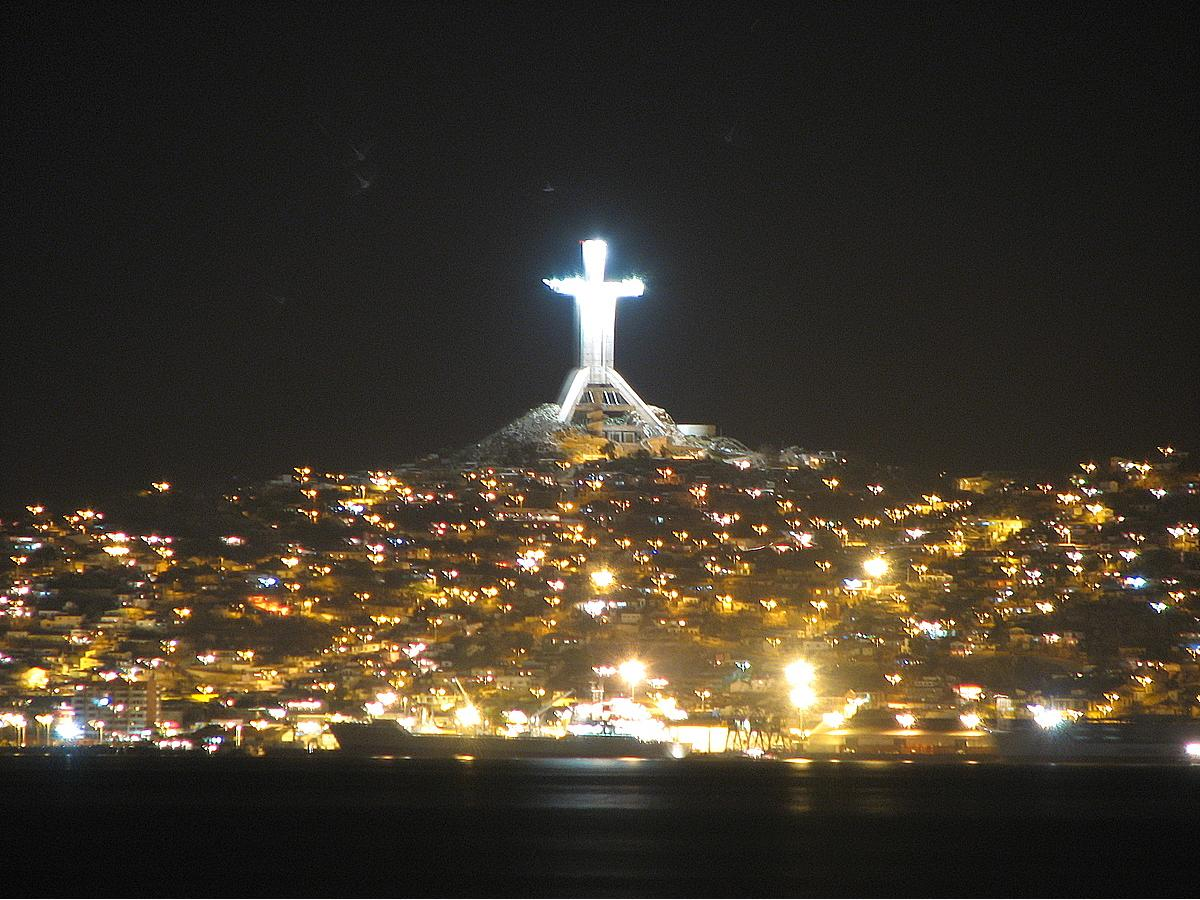
Coquimbo v noci
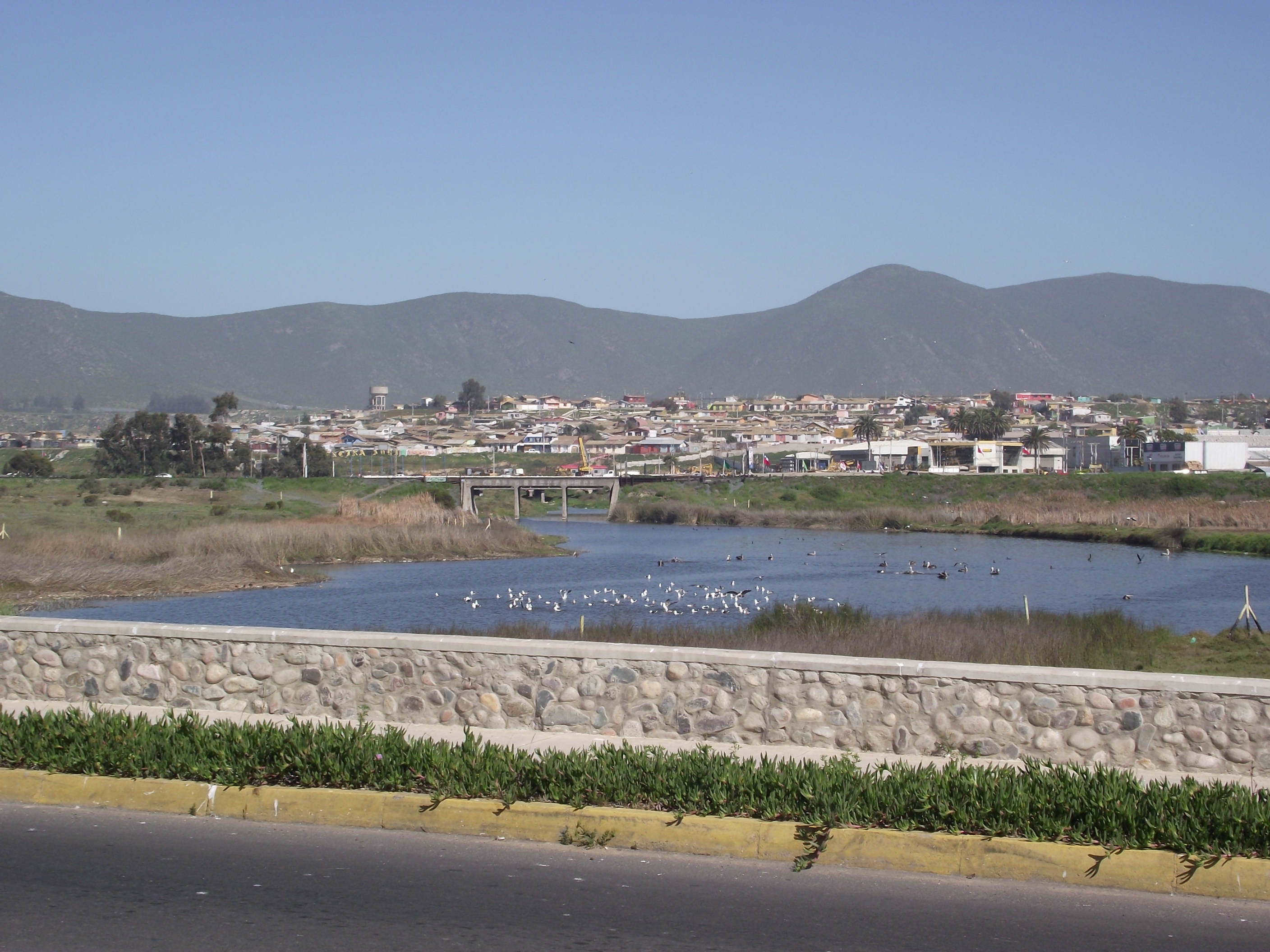
Řeka Culebrón protékající městem